# Вощажниково (Ярославская область)
Воща́жниково — село в Борисоглебском районе Ярославской области Российской Федерации. Административный центр одноимённого сельского поселения (в советское время — сельсовета) Борисоглебского района, а до 1920-х гг. — одноимённой волости Ростовского уезда.
Расположено в 10 км от пос. Борисоглебского и примерно в 30 км от г. Ростова.
Своё название село получило от слова «вощина» (воск), так как издавна славилось пчеловодством и свечным промыслом.
В истории известно как владение графов Шереметевых.
Население на 1 января 2007—632 человека.

## История
Село Вощажниково известно с XIII века, когда оно входило в состав крупного в то время Ростовского княжества. С XIV по XVII столетия селом владели потомки ветви ростовско-борисоглебских князей — князья Пужбольские. В XVII столетии земли отошли московскому царю, а село получило статус дворцового. К царскому двору из местных прудов поставляли рыбу, с пасек — мёд; царской грамотой 1649 года предписывалось ростовскому Рождественскому монастырю получать продовольствие («хлебную ругу») из дворцового села Вощажникова.
26 августа 1706 года Пётр I за особые заслуги подарил село Вощажниково, а также соседнюю Юхотскую волость (ныне — Большесельский район Ярославской области), своему сподвижнику Борису Петровичу Шереметеву, который первым в России в том же году был пожалован титулом графа. Эти территории получили среди местного населения название «графщина», и оставались во владении рода Шереметевых до 1917 года («графщиной» также назывались и другие владения Шереметевых, например, в западной части Тверской губернии). Именно Вощажниково
Шереметевы сделали центром своих ярославских владений, построив здесь усадьбу.
Внук Б. П. Шереметева Николай Петрович занимался обширным храмовым строительством в Вощажникове и окрестных селах (таких, как Никола-Березники, Уславцево) в 1790-х и 1800-х годах. Всего за этот период во владениях Шереметевых и близлежащем Яковлевском монастыре было построено пятнадцать каменных храмов.

#### Прасковья Жемчугова
Ежегодно в середине июля в селе проводится праздник «Шереметевские торжества», посвященный Прасковье Ивановне Ковалёвой-Жемчуговой и владельцам усадьбы — роду Шереметевых.
Графы Шереметевы Пётр Борисович и Николай Петрович прославились как владельцы одного из известнейших крепостных театров России, в котором ведущей оперной солисткой была Прасковья Жемчугова (1768—1803), впоследствии получившая вольную и ставшая в 1801 г. женой Николая Петровича. Родиной Прасковьи Жемчуговой историки называют расположенную в 30 километрах от Вощажникова деревню Березино Юхотской волости (ныне - Большесельского района). В возрасте не более 11 лет (по распространённой версии, уже в 7 лет) Прасковья была отослана в Кусково ко двору графа Петра Борисовича. Однако, по местному преданию, именно в Вощажникове или его окрестностях состоялась первая — и притом романтическая — встреча её с графом Николаем Петровичем. Этому предполагаемому событию посвящен установленный на территории села памятный знак «Жемчужина». Согласно местному преданию, родиной актрисы могли быть близлежащие сёла Уславцево, Покровское или Ларионцево (все три расположены на берегах реки Могзы в двух-восьми верстах от Вощажникова). Эти версии подпитываются, в частности, текстом очень известной в XIX веке песни "Вечор поздно из лесочку", который традиционно приписывается авторству самой Прасковьи Ивановны и может быть в чём-то автобиографичным:

  Вечор поздно из лесочку,

  Я коров домой гнала.

  Вниз спустилась к ручеечку,

  Близ зеленого лужка.

  Слышу, вижу - едет барин...

...

...

  - Здравствуй, милая красотка,

  Из которого села?

  - Вашей милости крестьянка,

  Из Покровского села.

...

...

  Во селе, селе Покровском (в другом варианте - "У Успенского собора")

  В больший колокол звонят.

  Нашу милую Парашу

  Венчать с барином хотят.

Несмотря на указание места и обстоятельств встречи крестьянки с барином, текст этой песни, однако же, не может служить надёжным автобиографическим источником. Вполне вероятно,  песня потому и сделалась популярной у народа в первой половине XIX века, что своим простым и типичным романтически-пасторальным сюжетом напоминала мечту многих крепостных девушек о чудесной судьбе (недаром, по мнению литературоведа Д. Н. Медриша, её сюжет был использован даже А. С. Пушкиным в повести Барышня-крестьянка). Надо также заметить, что не во всех вариантах этой песни упоминается село Покровское-на-Могзе.
Тем не менее, князь Касаткин-Ростовский Федор Михайлович в своих воспоминаниях оставил, в частности, следующие сведения:

Прасковья Ивановна Ковалева и Татьяна Васильевна Шлыкова, обе были взяты из одного села Вощажниково, Ярославской губернии, Ростовского уезда, принадлежавшего графу. Мне довелось несколько раз летом быть в этом селе, что за чудное местоположение! Там ещё существовал господский дом с изразцовыми старинными печами, сходными по рисунку с теми, которые находятся в московских теремах, в Кремлёвском Дворце; сохранилось немного мебели и другой старинной утвари. В это село граф Петр Борисович приезжал охотиться по зверю и дичи.
В деревне Ларионцево, откуда согласно одной из местных версий происходила Прасковья, фамилия Ковалёвых встречалась вплоть до конца XIX века. Впоследствии она могла измениться на фамилию Коваловы. Так до революции, по рассказу потомков Коваловых проживающих сейчас в деревне Ларионцево, им принадлежала водяная мельница напротив этой деревни, на другом берегу реки Могзы. По архивным данным, эта мельница уже существовала там при писчебумажной фабрике графов Шереметевых. Другая представительница из рода Коваловых, Любовь Ковалова, как следует из её переписки с известным ростовским купцом-мецената И. А. Шляковым, была акушеркой в округе села Вощажниково; при этом совмещала эту работу с должностью воспитательницы в детском приюте, ранее располагавшимся в нынешнем здании школы села, построенного иждивением внука графа Н. П. Шереметева, Сергеем Дмитриевичем Шереметевым.    

## Экономика
Энциклопедия Брокгауза и Ефрона (1907 г.) сообщает:
Вощажниково, село Ярославской губернии, Ростовского уезда, в 28 в. от уездного города. Свечные и кожевенные заводы. Значительная торговля. Жителей 1500.
В начале XX века в селе действовало земское двухклассное училище, две бесплатные народные библиотеки-читальни, земская больница, богадельня, торговые лавки.
Немалую известность селу в конце XIX — начале XX веков принесло Благотворительное общество, созданное в 1894 году с благословения Иоанна Кронштадтского. Основателем и душой общества был протоиерей Иоанн Евлампиевич Сретенский, настоятель храма и законоучитель вощажниковской школы. Для своих прихожан он открыл первую в уезде библиотеку, учредил общество трезвости, по его ходатайству в 1899 году начальная школа была преобразована в двухклассную, министерскую.
В настоящее время в селе действует больница, средняя школа, небольшой краеведческий музей при школе, дом культуры, несколько магазинов. В двух километрах от села в 2012 году был построен и запущен молочно-товарный комплекс (МТК-2) Открытого акционерного общества "Сельскохозяйственное предприятие «Вощажниково», оснащенный новейшей техникой и производящий десятки тонн молока в сутки. Благодаря деятельности МТК возвращены в севооборот значительные площади окрестных земель, прежде необрабатываемых более 20 лет, созданы рабочие места.

## Население
| 1859 | 1897 | 2007 | 2010 |
| ---- | ---- | ---- | ---- |
| 928  | ↘817 | ↘632 | ↘585 |

## Достопримечательности
В центре села расположен архитектурный ансамбль XVIII—XIX веков, состоящий из храма Рождества Пресвятой Богородицы с колокольней, храма Живоначальной Троицы, двух часовен, ограды с воротами.
Самый старый храм — Рождества Пресвятой Богородицы — возведен в 1700 году на месте ещё более древнего храма XIII—XIV веков. В 1797 году был перестроен: из одноглавого стал пятиглавым и потерял первоначальный декор фасадов. В перестройке участвовал крепостной архитектор Шереметева Алексей Федорович Миронов. Во время перестройки Рождественского храма к нему была пристроена четырёхъярусная столпообразная колокольня со шпилем, ставшая главной высотной доминантой ансамбля. В 1800 г. на колокольне установили часы с боем, который был слышен далеко в округе благодаря расположению села на возвышенности.
В 1796 году была освящена церковь Живоначальной Троицы, одна из немногих в Ростовском уезде двухъярусных церквей: зимняя теплая церковь с двумя престолами — на нижнем этаже, а на верхнем, куда ведет старинная деревянная лестница с резными перилами, — летний храм с высоким куполом, украшенный фресковой настенной живописью. Фрески, выполненные, по преданию, крепостными художниками Шереметева братьями Аргуновыми в 1791—1794 годах, частично сохранились по сей день.
На южной окраине села, при кладбище, расположен третий храм — Преображения Господня, датируемый 1830 годом и построенный на средства прихожан.
В советский период (начиная с 1922 г.) храмы Вощажникова оказались в разоренном и полуразрушенном состоянии, в них находились: скотобойня, цех по ремонту двигателей тракторов, электроподстанция. С 2000 г. ведется реставрация. Троицкая церковь почти полностью отреставрирована.
Дом-усадьба Шереметевых, построенный в 1737—1739 годах, не сохранился. Он был расположен несколько южнее центра села. После Октябрьской революции в нём размещалась школа, но в 1929 г. здание сгорело. Остатки графского дома сохранялись до 1956 года, пока он не был полностью разобран, а кирпич не увезен в Ростов. В 1961 году на этом месте был разбит сквер с установленным в нём памятником сельчанам, погибшим в Великой Отечественной войне. Вокруг сохранился обширный парк конца XVIII — начала XIX веков со столетними липами, лиственницами и березами, высаженный мастерами садово-паркового искусства. Он занимает площадь около 8 га, имеет в плане форму прямоугольника размерами 200 * 400 м, вытянутого с запада на восток. Основными паркообразующими породами являются лиственницы и липы, их возраст достигает 200 лет.
Каменные здания больницы (1908 г.) и богадельни (1897 г.) сохранились до сих пор. В бывшей богадельне размещается дом культуры, а здание больницы по-прежнему используется в этом качестве.

## Личности
Вощажниково было последним местом службы Святого Феодора Поройкова.